# Typocerus zebra
Typocerus zebra là một loài bọ cánh cứng trong họ Cerambycidae.